# 기소편의주의
기소편의주의(起訴便宜主義)는 검찰관의 재량에 따라 공소를 제기하지 않을 수도 있다는 것이다. 기소편의주의에 대해서 형사소송법 제247조는 검사가 범인의 연령, 성향, 지능, 환경, 피해자와의 관계, 범행의 동기 및 수단과 결과, 범행 후 정황 등을 이유로 공소를 제기하지 않을 수 있다고 말하고 있다. 이런 규정으로인하여 "사법권은 법원에 있다"는 헌법규정에도 불구하고 사실상의 사법권을 행사하는 준 사법기관이라고 한다.
기소의 여부를 검사가 결정할 수 있으므로 피해자의 입장에서는 불필요하게 오랜 송사에 휘말릴 가능성을 줄여주며, 사법부 및 검찰은 사법 자원을 효율적으로 사용할 수 있게 된다는 장점이 있다. 하지만 검사에 의해 남용되어 기소되어야 할 사건이 부당하게 기소가 되지 않을 수 있거나, 반대로 기소될 사안이 아닌 경미한 사건에 대해서도 기소가 된다는 단점도 있다. 전자는 검찰항고나 재정신청으로 불복할 수 있고, 후자는 공소권남용이론이 적용된다.
이 개념과 반대되는 것으로 기소법정주의가 있는데, 이것은 검사가 일단 수사에 나서면 기소해야 한다는 것이다.

## 역사
한국의 형사소송법은 일본의 형사소송법을 토대로 해 만들어졌기 때문에, 기소편의주의 조항 (형사소송법 제247조) 역시 일본의 것(일본 형사소송법 제248조)과 매우 유사하다. 1954년 제정된 형사소송법에서는
일본의 형사소송법에서 기소편의주의 조항은 1880년의 치죄법이나 1890년의 구 구형사소송법에서는 다뤄지지 않았고, 학설로도 기소법정주의가 유력했다. 하지만 사법 현장에서는 기소편의주의적인 해석과 운용이 이뤄지다가 결국 1922년의 구형사소송법에서 명문화했다. 이후 현재의 일본 형사소송법에서도 "범죄의 경중"이라는 어구를 추가해 이를 계승했다.

## 불기소 남용의 방지
대한민국의 형사소송법에서는 불기소 후 고소, 고발인의 청구가 있을 경우 7일 이내에 고소, 고발인에게 서면으로 불기소의 이유를 통지하도록 되어있다. 또, 검찰청법 제10조에 따라 상급의 검사에게 항고할 수 있으며, 형사소송법 제260조에 따라 법원에서 불기소에 대해 심사하는 재정신청을 할 수 있게 되어있다.
하지만 항고의 경우, 다시 검사에 의해 기소되는 경우는 0.1%도 되지 않는다. 형사소송법이 처음으로 제정된 1954년에는 고소인 또는 고발인이 검찰의 불기소 처분에 대해 고등법원에 재정신청을 할 경우, 법원이 당사자의 주장이 타당하다고 판결하는 경우 공소를 강제할 수 있었다. 하지만 1973년 유신헌법 직후 형사소송법에서 재정신청의 대상을 공무원의 권리행사방해, 불법체포 및 불법감금, 폭행 및 가혹행위로 제한해 검찰의 권한을 강화했다. 1989년 4월 17일 헌법재판소에서는 '검찰의 불기소가 헌법 재판 대상'이라는 판결을 통해 불기소권 심사를 시작했으나, 검찰에서 파견된 검사가 불기소 기록을 판단하는 상황이었기에, 헌법재판소 개소 이후 20년간 불기소처분 취소 소원이 8,732건인데 반해 인용된 경우는 241건에 불과했다.
이전의 형사소송법에서는 형법 123조 내지 125조의 3개 죄(공무원의 권리행사방해죄, 특수공무원의 체포·감금죄, 특수공무원의 폭행, 가혹행위죄)에 대해서만 재정신청이 가능했다. 하지만 2007년 12월 21일 개정된 형사소송법에서는 모든 당사자 고소 사건에 대해 검찰에 항고 뒤 재정신청을 할 수 있도록 했고, 제3자 고소 사건은 기존의 3가지 사건에 대해서만 재정신청을 가능하게 했다.
일본의 경우, 미국의 대배심 제도를 참조한 검찰심사회를 두고 있다. 검찰심사회는 무작위로 선정된 선거권이 있는 11명의 일반 시민들을 구성원으로 해 각 지방재판소(일본의 지방법원)마다 설치된다. 검찰심사회에서는 과반수를 이용해 의사를 결정하며, 과반수 이상일 경우 그 수에 따라 "불기소가 부당하다", "기소가 타당하다"라는 의결을, 과반수에 못미칠 경우 "불기소가 타당하다"라는 의견을 낸다. 이 의견에 따라 검찰은 수사 속개를 결정하지만 최초의 의결은 구속력이 없다. 하지만 2회 이상의 "기소 타당" 의견이 나올 경우, 재판소(일본의 법원)에서 변호사를 지정해 공소를 제기하도록 강제하게 된다.